# Birthe Kjær

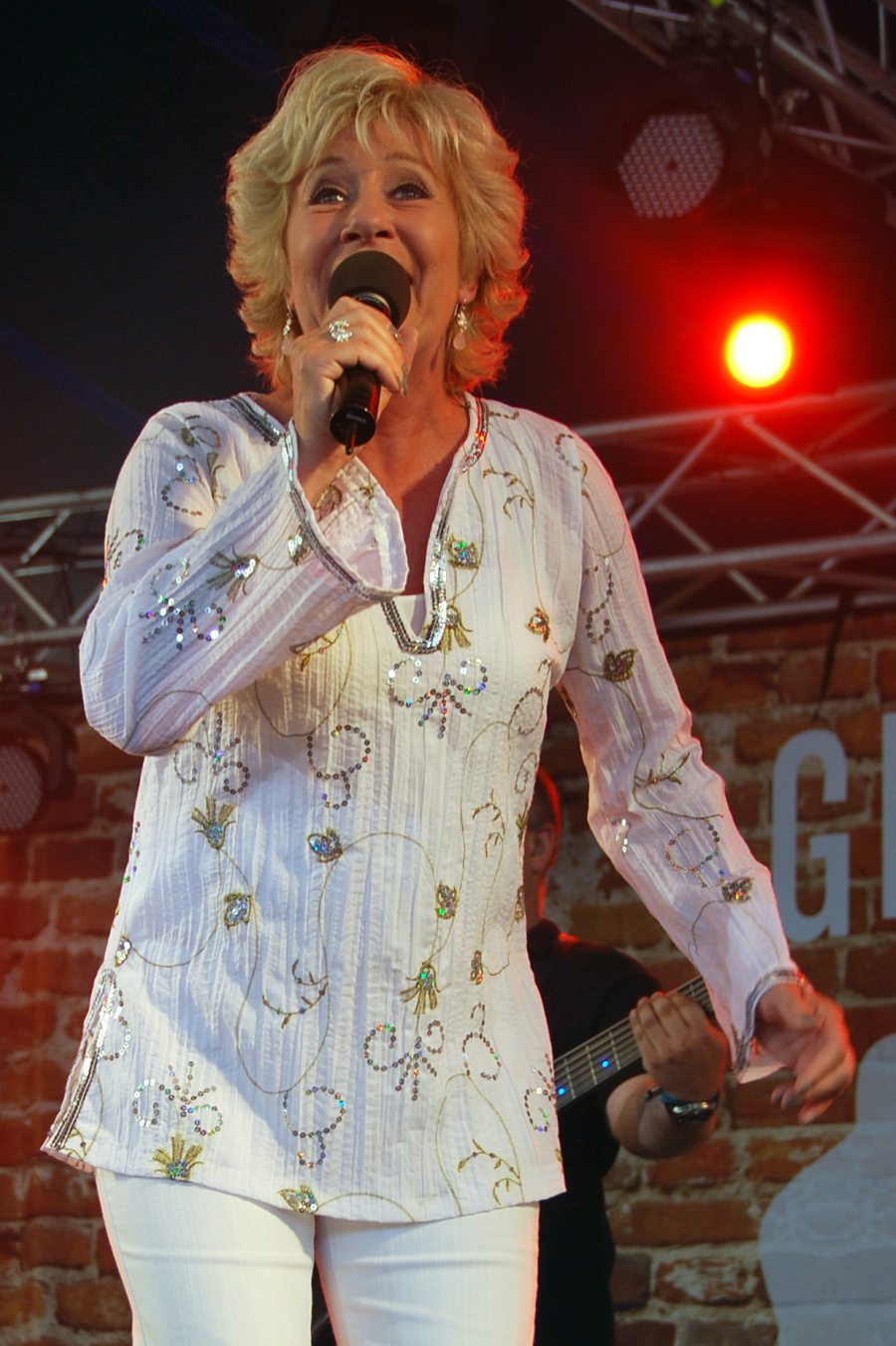
Birthe Kjær

Birthe Kjær (Aarhus, 1 september 1948) is een Deense zangeres.
In 1989 won Kjær de Dansk Melodi Grand Prix met het lied Vi maler byen rød ("We verven de stad rood"). Ze mocht Denemarken vertegenwoordigen op het Eurovisiesongfestival in Lausanne, waar ze derde werd. Het was niet de eerste keer dat ze meedeed aan de preselectie want in 1980, 1985 en 1986 werd ze al eens tweede.
In 2005 zou ze haar lied nog eens in een verkorte versie zingen tijdens Congratulations, de verjaardagsshow van het songfestival, maar ze kreeg enkele dagen voor de show een hartaanval. Tomas Thordarson verving haar en zong haar lied.
1957: Birthe Wilke & Gustav Winckler · 
1958: Raquel Rastenni · 
1959: Birthe Wilke · 
1960: Katy Bødtger · 
1961: Dario Campeotto · 
1962: Ellen Winther · 
1963: Grethe & Jørgen Ingmann · 
1964: Bjørn Tidmand · 
1965: Birgit Brüel · 
1966: Ulla Pia · 
1978: Mabel · 
1979: Tommy Seebach · 
1980: Bamses Venner · 
1981: Tommy Seebach & Debbie Cameron · 
1982: Brixx · 
1983: Gry Johansen · 
1984: Hot Eyes · 
1985: Hot Eyes · 
1986: Trax · 
1987: Anne Cathrine Herdorf & Bandjo · 
1988: Hot Eyes · 
1989: Birthe Kjær · 
1990: Lonnie Devantier · 
1991: Anders Frandsen · 
1992: Lotte Nilsson & Kenny Lübcke · 
1993: Tommy Seebach Band · 
1995: Aud Wilken · 
1997: Kølig Kaj · 
1999: Michael Teschl & Trine Jepsen · 
2000: Olsen Brothers · 
2001: Rollo & King · 
2002: Malene · 
2004: Tomas Thordarson · 
2005: Jakob Sveistrup · 
2006: Sidsel Ben Semmane · 
2007: DQ · 
2008: Simon Mathew · 
2009: Niels Brinck · 
2010: Chanée & N'evergreen · 
2011: A Friend in London · 
2012: Soluna Samay · 
2013: Emmelie de Forest · 
2014: Basim · 
2015: Anti Social Media · 
2016: Lighthouse X · 
2017: Anja Nissen · 
2018: Rasmussen · 
2019: Leonora · 
2021: Fyr & Flamme · 
2022: REDDI · 
2023: Reiley · 
2024: Saba · 
2025: Sissal
- Gemeinsame Normdatei: 1012659704
- International Standard Name Identifier: 0000 0003 6534 7438
- MusicBrainz: 46ac912b-9fec-451a-bd8a-31201bfce67b
- Virtual International Authority File: 134149106340868492774